# Die Nichten der Frau Oberst (1968)
Die Nichten der Frau Oberst nach einem Guy de Maupassant zugeschriebenen Roman (franz. Les cousines de la colonelle) ist ein am 19. Juli 1968 uraufgeführter deutsch-Schweizer-italienischer Erotikfilm.

## Handlung
Frau Oberst (Kai Fischer) bewohnt zusammen mit ihren zwei Nichten Julia und Florentine einen Gutshof. Da die beiden Mädchen allzu sehr aneinander Gefallen gefunden haben, muss Frau Oberst rasch Männer ins Haus bringen. So wird der Gutshof Anziehungspunkt aller Junggesellen der näheren und weiteren Umgebung.

## Wissenswertes
Der Film gilt als das erfolgreichste Werk von Erwin C. Dietrich, mit dem ihm der kommerzielle Durchbruch gelang. Er entstand vorwiegend in Dietrichs Studio in Rümlang sowie in der Umgebung von Zürich. Da der Film als Co-Produktion mit einer italienischen Filmfirma zustande kam, wurde auch in der Hafenstadt Cecina sowie im De-Paolis-Filmstudio zwischen Mailand und Parma gedreht. Um auch von der deutschen Filmförderung zu profitieren und den Film als deutsch auszuweisen, drehte Dietrich im Zollausschlussgebiet Schaffhausen einige Szenen, wodurch er nach längeren Verhandlungen die erwünschte Unterstützung bekam. Die FSK belegte den Film zunächst mit einem Totalverbot und gab ihn erst nach Umsetzung von 38 Schnittauflagen frei.
Die Nichten der Frau Oberst war mit etwa 5 Millionen Zuschauern in der Bundesrepublik einer der meistbesuchten Kinofilme 1968, erhielt aber nicht die obligatorische Goldene Leinwand, weil Dietrich keinen Antrag darauf stellte. Der Regisseur drehte 1969 eine Fortsetzung, mit dem Titel Die Nichten der Frau Oberst 2 – Mein Bett ist meine Burg. Zum Zehn-Jahres-Jubiläum drehte der Regisseur ein Remake mit den französischen Pornodarstellerinnen Karine Gambier und Brigitte Lahaie in den Hauptrollen.

## Kritiken
- Heyne Filmlexikon (1996): „Maupassant würde den Film bestimmt nicht toll finden.“
- Lexikon des internationalen Films: „Angeblich nach einer Novelle von Maupassant. Befund: Sex und Langeweile.“[2]
- Evangelischer Filmbeobachter: „Schwülstiger Porno-Streifen nach einem – wie es vielversprechend heißt – jahrzehntelang verbotenen Roman von Guy de Maupassant, der aber mit dem Altmeister literarischer Erotik ungefähr so viel gemeinsam hat wie Kunstdünger mit Kunst. Nicht nur wegen seiner Überflüssigkeit abzulehnen!“[3]